# Da Unbreakables
Da Unbreakables – szósty studyjny album amerykańskiego zespołu hip-hopowego Three 6 Mafia. Został wydany 24 czerwca 2003 roku nakładem wytwórni Columbia.

## Lista utworów
| Nr | Tytuł                         | Kompozytorzy                                                                                | Producent(ci)     | Goście                | Czas |
| -- | ----------------------------- | ------------------------------------------------------------------------------------------- | ----------------- | --------------------- | ---- |
| 1  | „They 'Bout To Find Yo' Body" | Paul Beauregard Jordan Houston Ricky Dunigan Darnell Carlton                                | DJ Paul & Juicy J |                       | 1:56 |
| 2  | „Fuck That Shit"              | Paul Beauregard Jordan Houston Ricky Dunigan Darnell Carlton                                | DJ Paul & Juicy J |                       | 4:01 |
| 3  | „Wolf Wolf"                   | Paul Beauregard Jordan Houston Ricky Dunigan                                                | DJ Paul & Juicy J |                       | 3:44 |
| 4  | „Testin' My Gangsta"          | Paul Beauregard Jordan Houston Ricky Dunigan Darnell Carlton                                | DJ Paul & Juicy J |                       | 4:34 |
| 5  | „Bin Laden"                   | Paul Beauregard Jordan Houston Ricky Dunigan Darnell Carlton                                | DJ Paul & Juicy J |                       | 5:00 |
| 6  | „Ridin' Spinners”             | Paul Beauregard Jordan Houston Ricky Dunigan Darnell Carlton Wesley Weston                  | DJ Paul & Juicy J | Lil’ Flip             | 4:06 |
| 7  | „Try Somethin'"               | Paul Beauregard Jordan Houston Ricky Dunigan Darnell Carlton Patrick Houston                | DJ Paul & Juicy J | Project Pat           | 3:57 |
| 8  | „Money Didn't Change Me"      | Paul Beauregard Jordan Houston Ricky Dunigan                                                | DJ Paul & Juicy J |                       | 3:11 |
| 9  | „Ghetto Chick"                | Paul Beauregard Jordan Houston Ricky Dunigan                                                | DJ Paul & Juicy J |                       | 3:27 |
| 10 | „Shake Dat Jelly"             | Paul Beauregard Jordan Houston Ricky Dunigan Darnell Carlton                                | DJ Paul & Juicy J |                       | 3:04 |
| 11 | „Let's Start a Riot"          | Paul Beauregard Jordan Houston Ricky Dunigan Darnell Carlton                                | DJ Paul & Juicy J |                       | 4:47 |
| 12 | „Rainbow Colors"              | Paul Beauregard Jordan Houston Wesley Weston                                                | DJ Paul & Juicy J | Lil’ Flip             | 4:31 |
| 13 | „Like a Pimp [Remix]”         | Paul Beauregard Jordan Houston Patrick Houston Chad Butler                                  | DJ Paul & Juicy J | Project Pat Pimp C    | 3:53 |
| 14 | „Beat'em To Da Floor"         | Paul Beauregard Jordan Houston Ricky Dunigan Darnell Carlton                                | DJ Paul & Juicy J |                       | 2:33 |
| 15 | „Putcha D. In Her Mouth"      | Paul Beauregard Jordan Houston Ricky Dunigan                                                | DJ Paul & Juicy J |                       | 3:18 |
| 16 | „Mosh Pit"                    | Paul Beauregard Jordan Houston Josey Scott Patrick Lanshaw                                  | DJ Paul & Juicy J | Josey Scott Lil’ Wyte | 3:38 |
| 17 | „You Scared (Pt. 2)”          | Paul Beauregard Jordan Houston Ricky Dunigan Darnell Carlton                                | DJ Paul & Juicy J |                       | 4:17 |
| 18 | „Dangerous Posse"             | Paul Beauregard Jordan Houston Ricky Dunigan Darnell Carlton Cedric Coleman Patrick Lanshaw | DJ Paul & Juicy J | Hypnotize Camp Posse  | 3:44 |
| 19 | „Outro"                       | Paul Beauregard Jordan Houston                                                              |                   |                       | 2:18 |

## Notowania albumu
| Rok  | Album           | Notowanie     | Notowanie              |
| Rok  | Album           | Billboard 200 | Top R&B/Hip Hop Albums |
| ---- | --------------- | ------------- | ---------------------- |
| 2003 | Da Unbreakables | 4             | 2                      |